# Arrondissement Gex
Arrondissement Gex je francouzský arrondissement ležící v departementu Ain v regionu Rhône-Alpes. Člení se dále na 4 kantony a 29 obcí.

## Kantony
od roku 2015:
- Bellegarde-sur-Valserine (část)
- Gex
- Saint-Genis-Pouilly
- Thoiry

před rokem 2015:
- Collonges
- Ferney-Voltaire
- Gex